# Espressione matematica
Un'espressione matematica è un insieme di numeri legati da segni di operazioni matematiche, detti operatori matematici.

## Storia
Le espressioni e la loro valutazione furono formalizzate da Alonzo Church e Stephen Kleene negli anni 1930 nel loro lambda calcolo. Il calcolo lambda ha avuto importanti implicazioni nello sviluppo della matematica moderna e dei linguaggi di programmazione per computer.

## Caratteristiche generali
Le espressioni possono essere valutate a valori, e si può dire che rappresentano quei valori. La determinazione del valore di un'espressione dipende dalla definizione degli operatori matematici e del sistema di valori che forma il suo contesto.
Le espressioni possono avere "variabili libere" che non sono definite nell'espressione, ma si ricavano dal contesto. 
Due espressioni si dicono equivalenti se, valutate, determinano lo stesso valore.
Uno dei risultati più interessanti del calcolo lambda è che l'equivalenza di due espressioni è in alcuni casi indecidibile. Ciò è vero anche per espressioni in qualunque sistema che ha potenza equivalente al calcolo lambda.

## Regole delle espressioni
Nelle espressioni valgono alcune convenzioni da rispettare riguardo all'ordine delle operazioni:
- Si svolgono prima le operazioni tra le parentesi tonde, poi quelle tra le parentesi quadre, dopo quelle tra le parentesi graffe, infine quelle all'esterno delle parentesi.
- Si svolgono prima le potenze, poi le moltiplicazioni e le divisioni, infine le addizioni e le sottrazioni se si trovano nelle stesse parentesi.